# Charle Cournoyer
Charle Cournoyer (Boucherville, 11 juni 1991) is een Canadees shorttracker.
Tijdens de Olympische Winterspelen in Sotsji won Cournoyer brons op de 500 meter. Hij was een van de shorttrackers die met het Canadese relayteam in 2013 deelnam aan de wereldkampioenschappen shorttrack en goud won.

## Persoonlijke records
| Afstand    | Tijd     | Datum             | Baan     |
| ---------- | -------- | ----------------- | -------- |
| 500 meter  | 40,402   | 12 augustus 2013  | Montreal |
| 1000 meter | 1.24,461 | 15 september 2012 | Calgary  |
| 1500 meter | 2.14,618 | 7 augustus 2013   | Montreal |
| 3000 meter | 5.24.816 | 15 januari 2012   | Saguenay |

## Medailles

### Olympische Spelen
| Jaar | Resultaat |
| ---- | --------- |
| 2014 | 500 meter |

### Wereldkampioenschap
| Jaar | Resultaat        |
| ---- | ---------------- |
| 2013 | 5000 meter relay |